# 德拉克 (科羅拉多州)
德拉克（英語：Drake）是位於美國科羅拉多州拉里默爾縣的一個非建制地區。該地的面積和人口皆未知。

## 地理
德拉克的座標為40°25′53″N 105°20′23″W / 40.43139°N 105.33972°W，而該地的平均海拔高度為1878米（即6161英尺）。